# Iron Man 3 (soundtrack)
Iron Man 3 (Original Motion Picture Soundtrack) is de originele soundtrack voor de Marvel Studios-film Iron Man 3, gecomponeerd door Brian Tyler en uitgebracht op 30 april 2013. Een aparte soundtrack en conceptalbum met de titel Iron Man 3: Heroes Fall (Music Inspired by the Motion Picture) van verschillende artiesten werd op dezelfde datum uitgebracht door Hollywood Records en Marvel Music.

## Iron Man 3 (Original Motion Picture Soundtrack)
De filmmuziek werd opgenomen in de Abbey Road Studios door het London Philharmonic Orchestra.

### Tracklijst
Alle muziek is gecomponeerd door Brian Tyler.

| Nr. | Titel                                   | Duur |
| --- | --------------------------------------- | ---- |
| 1.  | Iron Man 3                              | 2:24 |
| 2.  | War Machine                             | 7:19 |
| 3.  | Attack on 10880 Malibu Point            | 4:36 |
| 4.  | Isolation                               | 2:01 |
| 5.  | Dive Bombers                            | 2:24 |
| 6.  | New Beginnings                          | 3:55 |
| 7.  | Extremis                                | 5:07 |
| 8.  | Stark                                   | 4:32 |
| 9.  | Leverage                                | 2:16 |
| 10. | The Mandarin                            | 2:37 |
| 11. | Heat and Iron                           | 5:43 |
| 12. | Misfire                                 | 3:27 |
| 13. | Culmination                             | 2:30 |
| 14. | The Mechanic                            | 3:44 |
| 15. | Hot Pepper                              | 4:42 |
| 16. | Another Lesson from the Mandarin        | 2:57 |
| 17. | Dr. Wu                                  | 2:41 |
| 18. | Return                                  | 6:20 |
| 19. | Battle Finale                           | 3:57 |
| 20. | Can You Dig It (Iron Man 3 Main Titles) | 2:42 |

## Iron Man 3: Heroes Fall (Music Inspired by the Motion Picture)

### Tracklijst
| Nr. | Titel                | Artiest(en)                                                   | Duur |
| --- | -------------------- | ------------------------------------------------------------- | ---- |
| 1.  | Ready Aim Fire       | Imagine Dragons                                               | 4:01 |
| 2.  | Some Kind of Joke    | Awolnation                                                    | 4:54 |
| 3.  | Some Kind of Monster | Neon Trees                                                    | 3:48 |
| 4.  | American Blood       | Passion Pit                                                   | 4:24 |
| 5.  | No Time              | Rogue Wave                                                    | 3:16 |
| 6.  | One Minute More      | Capital Cities                                                | 3:40 |
| 7.  | Back to the Start    | Mr Little Jeans                                               | 4:06 |
| 8.  | Keep Moving          | Andrew Stockdale                                              | 3:02 |
| 9.  | Redemption           | Redlight King                                                 | 3:40 |
| 10. | Big Bad Wolves       | Walk the Moon                                                 | 2:10 |
| 11. | Bad Guy              | 3OH!3                                                         | 3:07 |
| 12. | Let's Go All the Way | The Wondergirls (featuring Ashley Hamilton & Robbie Williams) | 4:28 |